# شافار توماس
شافار توماس (بالإنجليزية: Shavar Thomas)‏ (29 يناير 1981 بجامايكا - ) هو لاعب كرة قدم جامايكي في مركز الدفاع. شارك مع منتخب جامايكا تحت 20 سنة لكرة القدم ومنتخب جامايكا لكرة القدم. أما مع النوادي، فقد لعب مع إمباكت مونتريال وسبورتينغ كانساس سيتي وفيلادلفيا يونيون ولوس أنجلوس غلاكسي ونادي بورتمور يونايتد ونادي دالاس ونادي شيفاز يو إس أي وفورت لودردايل سترايكرز وFort Lauderdale Strikers (2006–2016) ‏.

## وصلات خارجية
- شافار توماس على موقع الاتحاد الدولي (مؤرشف)  (الإنجليزية)
- شافار توماس على موقع الدوري الأمريكي (الإنجليزية)
- شافار توماس على موقع قاعدة بيانات كرة القدم.إي يو (الإنجليزية)
- شافار توماس على موقع ناشيونال فوتبول تيمز (الإنجليزية)